# Arabsat-6A
Arabsat-6A è un satellite per telecomunicazioni saudita gestito da Arabsat. Il satellite è stato lanciato con successo l'11 aprile 2019 alle 22:35 UTC dal Falcon Heavy di SpaceX. Alle 23:09 è stato lasciato in orbita.

## Specifiche
Arabsat-6A e SaudiGeoSat-1/HellasSat-4 sono i due satelliti del programma Arabsat-6G. Questi satelliti per telecomunicazioni sono i più avanzati mai costruiti da Lockheed Martin, e si basano su una versione aggiornata della piattaforma satellitare A2100 e utilizzano una nuova tecnologia di pannelli solari.
Arabsat-6a è stato posizionato in un'orbita geostazionaria allo scopo di fornire servizi di televisione, di internet, di telefonia, di comunicazioni sicure ai clienti del Medio Oriente, Africa ed Europa.